# The Jack Bull
The Jack Bull is een Amerikaanse televisiefilm uit 1999, geregisseerd door John Badham. De film is gebaseerd op de roman Michael Kohlhaas (1811) van Heinrich von Kleist.

## Rolverdeling
| Acteur           | Personage       |
| ---------------- | --------------- |
| John Cusack      | Myrl Redding    |
| John Goodman     | Joe B. Tolliver |
| L. Q. Jones      | Henry Ballard   |
| Miranda Otto     | Cora Redding    |
| John C. McGinley | Woody           |
| Rodney A. Grant  | Billy Redwood   |
| Kurt Fuller      | Conrad          |
| Rex Linn         | Shelby Dykes    |
| Drake Bell       | Cage Redding    |
| Ken Pogue        | Wilkins         |
| Scott Wilson     | gouverneur      |
| Dick Cusack      | Jury Foreman    |